# Oclusiva labio-uvular sorda
La oclusiva labio-uvular sorda es un tipo de sonido consonántico utilizado en algunas lenguas habladas. Es una [q] y una [p] pronunciadas simultáneamente. El símbolo en el Alfabeto Fonético Internacional que representa este sonido es ⟨q͡p⟩.

## Características
- Su punto de articulación es oclusiva, lo que significa que se produce obstruyendo el flujo de aire en el tracto vocal. Dado que la consonante también es oral, sin salida nasal, el flujo de aire se bloquea por completo y la consonante es oclusiva.
- Su modo de articulación es labio-uvular, lo que quiere decir que se articula simultáneamente con la lengua contra la úvula y los labios.
- Su fonación es sorda, lo que significa que se produce sin vibraciones de las cuerdas vocales.
- Es una consonante oral, lo que significa que el aire puede escapar únicamente por la boca.
- Es una consonante central, lo que significa que se produce dirigiendo la corriente de aire a lo largo del centro de la lengua, en lugar de hacia los lados.
- El mecanismo de la corriente de aire es pulmonar, lo que significa que se articula empujando aire únicamente con los músculos intercostales y abdominales, como en la mayoría de los sonidos.

## Aparece en
| Idioma | Palabra | AFI     | Significado | Notas |
| ------ | ------- | ------- | ----------- | --- |
| Efe    | [uq͡pa]  | [uq͡pa]  | 'árbol'     | Alófono de /q͡ɓ/. En la fuente misma, el significado de /q͡ɓ/ no está claro, pero /q͡ɓ/ parece ser una oclusión labio-uvular sorda con un descenso significativo y una liberación fuerte. |
| Iha    | kpohi   | [q͡pohi] | 'bueno'     | |